# Charles de Montalembert

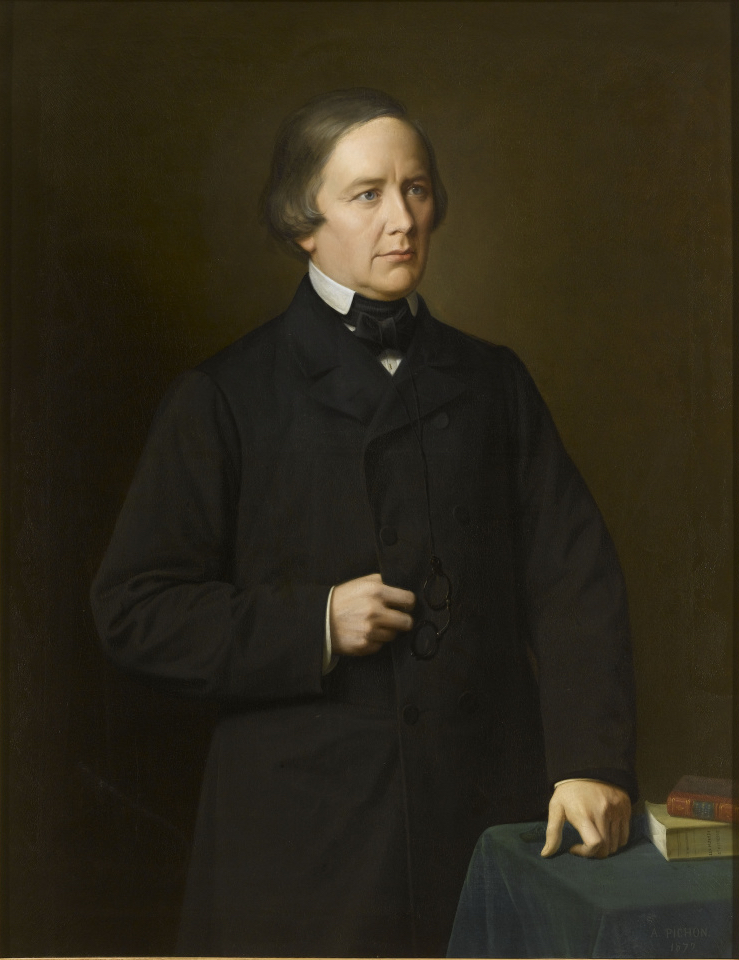
Charles Forbes René de Montalembert

Charles René Forbes de Tryon de Montalembert (Londen, 29 mei 1810 - Parijs, 13 maart 1870) was een Frans politicus en schrijver. Hij werkte nauw samen met Lamennais, totdat deze in 1834 door paus Gregorius XVI werd veroordeeld.  Als leider van de liberaal-katholieken bevorderde Montalembert hun politieke organisatie. Onder zijn leiding begonnen de katholieken zich te verenigen om vrijheid van onderwijs op te eisen.
Tijdens de Tweede Republiek (1848-1852) behoorde hij als volksvertegenwoordiger tot de gematigde republikeinen, terwijl hij onder Napoleon III (1852) tot het einde van zijn mandaat in 1857 de liberale oppositie steunde.  Hij was tegenstander van de pas na zijn dood afgekondigde pauselijke onfeilbaarheid en meende dat de Katholieke Kerk de moderne vrijheden positief moest waarderen. Sinds 1851 was hij lid van de Académie Française.
Montalembert was getrouwd met Anne de Merode (1818-1904), een dochter van Félix de Mérode.
- Bibsys: 90942889
- Biblioteca Nacional de España: XX1272721
- Bibliothèque nationale de France: cb12055102n (data)
- Catàleg d'autoritats de noms i títols de Catalunya: 981058607409006706
- Gemeinsame Normdatei: 118784617
- International Standard Name Identifier: 0000 0001 0868 5962
- Library of Congress Control Number: n83025559
- Nationale Bibliotheek van Tsjechië: jx20060821002
- Nationale bibliotheek van Australië: 35794505
- Nationale Bibliotheek van Israël: 987007275173905171
- Nationale en Universitaire bibliotheek Zagreb: 000103730
- Nederlandse Thesaurus van Auteursnamen: 068867662
- RKD-Nederlands Instituut voor Kunstgeschiedenis: 492469
- Istituto Centrale per il Catalogo Unico: SBLV313130
- LIBRIS: 77712
- SNAC: w61g13fd
- Système universitaire de documentation: 028787641
- Trove: 283942
- Union List of Artist Names: 500322762
- Virtual International Authority File: 9867710